# Televisión digital terrestre en Ecuador
La Televisión digital terrestre en Ecuador  se está llevando a cabo a través de las diferentes estaciones televisivas autorizadas por la Superintendencia de Telecomunicaciones, bajo el estándar ISDB-Tb.

## Historia
En abril de 2009, se empezó a estudiar los diferentes estándares de transmisión de la televisión digital terrestre, entre los cuales el adoptado por el gobierno ecuatoriano por sus características fue el ISDB-Tb japonés con variación brasileña.
El 26 de marzo de 2010, Ecuador firma los convenios de cooperación técnica y de capacitación con los gobiernos de Japón y Brasil, dando el visto bueno a la introducción del sistema ISDB-Tb, permitiendo a la nación la transición de la señal análoga a digital por 7 años.
Los convenios se firmaron ante la presencia del secretario de asuntos internos de Japón, Masamitsu Naito, el canciller del Ecuador, Ricardo Patiño y el ministro de telecomunicaciones, Jorge Glas.
El 3 de agosto de 2012 la Superintendencia de Telecomunicaciones realiza pruebas de televisión digital terrestre en nativa alta definición (HD) utilizando como base la programación de la estación privada Oromar TV. Dichas pruebas concluyeron en septiembre de 2013.
El 3 de mayo de 2013 se inauguró del sistema de televisión digital terrestre en Ecuador con la primera señal al aire correspondiente a la estación televisora de TC Televisión en Guayaquil.
El 9 de mayo de 2013 se salió al aire la señal digital en alta definición de Ecuavisa al poner en pantalla en las ciudades de Guayaquil y Quito.

### Apagón analógico
El apagón analógico en el Ecuador se realizará de manera progresiva. Su despliegue estaba previsto originalmente para fines del 2016, sin embargo se retrasó debido a que el 90% de la población no había migrado a los televisores digitales y también por la falta de densidad de señal para las transmisiones, posponiéndose su inicio para el 30 de junio de 2017 pero durante el cambio de gobierno en Ecuador, el apagón analógico quedó definitivamente aplazado eso es en lo que se extendía hasta el 30 de junio de 2018.
El apagón tecnológico se llevaría a cabo por etapas, iniciando su despliegue en las ciudades de Quito, Guayaquil y Cuenca. Posteriormente en varias capitales de provincia y, finalmente en todo el territorio nacional.
El nuevo cronograma ahora establece que se hará por etapas desde mayo de 2020 hasta diciembre de 2023. De acuerdo al plan para la transición a la televisión digital ordenado por el Ministerio de Telecomunicaciones de Ecuador se fijó el inicio de transición se hará progresivamente: en Quito y alrededores empezará en mayo de 2020; en julio de ese mismo año, se sumará Guayaquil y sus alrededores. En julio de 2022 se apagará la señal análoga para los hogares de las ciudades con entre 1 millón y 200 000 habitantes. Finalmente, las ciudades con menos de 200.000 habitantes, hasta diciembre de 2023 se fijó el inicio en mayo de 2020 en Quito y sus alrededores, en julio de 2020 en Guayaquil y sus alrededores, en julio de 2023 en ciudades por entre 1 millón y 200.000 habitantes y en diciembre de 2023 en ciudades por menos de 200.000 habitantes.

## Transmisión de contenidos en alta definición
En la actualidad muchos de los canales al aire disponen de señales de alta definición en 1080i, pero los contenidos transmitidos a través de ellos simplemente son ampliados desde 480i o bien son la misma señal analógica emitida por el canal digital. Los únicos canales que emiten programas en calidad HDTV son:
- ECUADOR TV HD
- Ecuavisa HD
- TC HD
- Teleamazonas HD
- TVC HD
- Gamavisión HD
- Academia TV HD
- TV Color HD
- Telecosta HD
- UTV HD
- Canal Sur - Televisión Municipal de Loja HD
- Televisión Manabita HD
- Telesucesos HD
- Zaracay TV HD
- Unimax TV HD

## Canales
| Marca                                    | Ciudad de origen | Ciudades de cobertura | Operado por | Al aire | Canal Virtual | Canal Físico | Fecha de solicitud** |
| Ecuador TV HD*                           | Quito | Quito, Sangolquí, Machachi | Televisión y Radio de Ecuador E.P. | Si | HD 7.1 / SD 7.2 | 26 UHF | 06/01/2014 |
| Ecuador TV HD*                           | Quito | Guayaquil, Eloy Alfaro (Durán), Yaguachi Nuevo, Samborondón | Televisión y Radio de Ecuador E.P. | Si | HD 7.1 / SD 7.2 | 21 UHF | 06/01/2014 |
| Ecuador TV HD*                           | Quito | Cuenca | Televisión y Radio de Ecuador E.P. | No | N/D | ? UHF | 06/01/2014 |
| Ecuavisa HD*                             | Guayaquil | Guayaquil, Eloy Alfaro (Durán), Yaguachi Nuevo, Samborondón | Corporación Ecuatoriana de Televisión S.A. | Si | HD 2.1 / SD 2.2 | 23 UHF | 18/10/2012 |
| Ecuavisa HD*                             | Guayaquil | Quito, Tabacundo, Cayambe, Sangolquí | Televisora Nacional Canal 8 C.A. | Si | HD 8.1 / SD 8.2 | 36 UHF | 18/10/2012 |
| Espol TV                                 | Santa Elena | Santa Elena, Salinas, La Libertad | Escuela Politécnica del Litoral | No | N/D | ? UHF | 25/01/2013 |
| Espol TV                                 | Santa Elena | Guayaquil | Escuela Politécnica del Litoral | No | N/D | ? UHF | 03/07/2017 |
| Gamavisión HD*                           | Quito | Quito, Tabacundo, Cayambe, Sangolquí | Compañía Televisión del Pacífico Teledos S.A. | Si | HD 2.1 / SD 2.2 | 30 UHF | 18/10/2012 |
| Gamavisión HD*                           | Quito | Guayaquil, Samborondón, Yaguachi Nuevo, Milagro, Eloy Alfaro (Durán) | Compañía Televisión del Pacífico Teledos S.A. | No | HD 8.1 / SD 8.2 | 47 UHF | 17/07/2015 |
| OK TV - Tevecorp                         | Machala | Machala, Paccha, El Guabo, Pasaje, Piñas, Santa Rosa, Zaruma | Tevecorp S.A. | No | N/D | 27 UHF | 18/10/2012 |
| Oromar HD*                               | Manta | Manta, Portoviejo, Montecristi, Santa Ana, Rocafuerte, Jaramijó | Sistemas Globales de Comunicación HC GLOBAL S.A. | Si | HD 41.1 | 23 UHF | 18/10/2012 |
| Oromar HD*                               | Manta | Quito | Sistemas Globales de Comunicación HC GLOBAL S.A. | N/D**** | | | 18/10/2012 |
| Oromar HD*                               | Manta | Guayaquil | Sistemas Globales de Comunicación HC GLOBAL S.A. | Si | HD 26.1 | 35 UHF | 18/10/2012 |
| RTS HD*                                  | Guayaquil | Guayaquil, Samborondón, Yaguachi Nuevo, Milagro, Eloy Alfaro (Durán) | Telecuatro Guayaquil C.A. | Si | HD 4.1 | 25 UHF | 23/03/2017 |
| RTS HD*                                  | Guayaquil | Quito, Cayambe, Sangolquí, Tabacundo | Telecuatro Guayaquil C.A. | No | HD 11.1 / SD 11.2 | 34 UHF | 23/03/2017 |
| RTU HD                                   | Quito | Quito, Sangolquí | 46 UHF ABC | Si | SD 46.1 / SD 46.2 | 43 UHF | 19/03/2013 |
| RTU HD                                   | Quito | Guayaquil, Samborondón, Yaguachi Nuevo, Milagro, Eloy Alfaro (Durán) | Costanera | Si | SD 30.1 / Móvil 30.2 | 41 UHF | 06/01/2014 |
| RTU HD                                   | Quito | Santo Domingo de los Colorados, El Carmen, Pedro Vicente Maldonado | Compañía Radio Hit S.A. | Si | SD 25.1 | ? UHF | 18/10/2012 |
| TC HD*                                   | Guayaquil | Guayaquil, Eloy Alfaro (Durán), Milagro, Samborondón, Yaguachi Nuevo | Cadena Ecuatoriana de TV S.A. | Si | HD 10.1 / SD 10.2 | 29 UHF | 18/10/2012 |
| TC HD*                                   | Guayaquil | Quito, Tabacundo, Cayambe, Sangolquí | Cadena Ecuatoriana de TV S.A. | Si | HD 10.1 / SD 10.2 | N/D | N/D |
| Teleamazonas HD*                         | Quito | Quito | Centro de Radio y Televisión Cratel S.A. | Si | HD 4.1 / SD 4.2 | 32 UHF | 18/10/2012 |
| Teleamazonas HD*                         | Quito | Guayaquil | Teleamazonas Guayaquil S.A. | Si | HD 5.1 / SD 5.2 | 27 UHF | 18/10/2012 |
| Telesucesos HD*                          | Quito | Quito - Distrito Metropolitano, Sangolquí | Compusud C.A. | Si | SD 29.1 | 41 UHF | 18/10/2012 |
| TVS.FHD.RS                               | Guayaquil | Quito | Televisión Satelital S.A. | Si | HD 25.1 | 39 UHF | 18/10/2012 |
| TVS.FHD.RS                               | Guayaquil | Guayaquil | Televisión Satelital S.A. | Si | HD 36.1 | 39 UHF | 18/10/2012 |
| TVC HD*                                  | Quito | Quito, Cayambe, Sangolquí, Tabacundo | Organización Ecuatoriana de Televisión Ortel S.A. | Si | HD 5.1 / SD 5.2 | 37 UHF | 14/02/2017 |
| TVC HD*                                  | Quito | Guayaquil, Samborondón, Yaguachi Nuevo, Milagro, Eloy Alfaro (Durán) | Organización Ecuatoriana de Televisión Ortel S.A. | No | HD 11.1 / SD 11.2 | 31 UHF | 14/02/2017 |
| UCSG Televisión                          | Guayaquil | Guayaquil, Samborondón, Yaguachi Nuevo, Eloy Alfaro (Durán) | UCSG Televisión | Si | HD 42.1 / SD 42.2 | 45 UHF | 17/12/2014 |
| TV Color                                 | Latacunga | Latacunga, Ambato, Saquisilí, Pujilí, San Miguel, Pillaro, Tisaleo, Cevallos, Quero, Mocha | Caicedo Álvarez Fredy Francisco | Si | SD 36.1(Pruebas***) | 25 UHF | 18/10/2012 |
| Unimax                                   | Ambato | Ambato, Latacunga, San Miguel, Tisaleo, Cevallos, Quero, Pelileo, Pillaro | Muvesa C.A. | Si | SD 34.1 | ? UHF | 18/10/2012 |
| Canal Sur - Televisión Municipal de Loja | Loja | Loja, Malacatos, Vilcabamba | Municipio de Loja | Si | SD 39.1 | ? UHF | 16/06/2015 ARCOTEL-2015-00132 |
|                                          | | | | | | | |
| *                                        | Marca usada para las operaciones en la TDT. | Marca usada para las operaciones en la TDT. | Marca usada para las operaciones en la TDT. | Marca usada para las operaciones en la TDT. | Marca usada para las operaciones en la TDT. | Marca usada para las operaciones en la TDT. | Marca usada para las operaciones en la TDT. |
| **                                       | Las operadoras tienen un periodo de hasta 9 meses para iniciar sus transmisiones a partir de la fecha de solicitud. | Las operadoras tienen un periodo de hasta 9 meses para iniciar sus transmisiones a partir de la fecha de solicitud. | Las operadoras tienen un periodo de hasta 9 meses para iniciar sus transmisiones a partir de la fecha de solicitud. | Las operadoras tienen un periodo de hasta 9 meses para iniciar sus transmisiones a partir de la fecha de solicitud. | Las operadoras tienen un periodo de hasta 9 meses para iniciar sus transmisiones a partir de la fecha de solicitud. | Las operadoras tienen un periodo de hasta 9 meses para iniciar sus transmisiones a partir de la fecha de solicitud. | Las operadoras tienen un periodo de hasta 9 meses para iniciar sus transmisiones a partir de la fecha de solicitud. |
| ***                                      | Las señales en pruebas pueden estar no siempre disponibles para su sintonización o pueden presentar señal incontinua. | Las señales en pruebas pueden estar no siempre disponibles para su sintonización o pueden presentar señal incontinua. | Las señales en pruebas pueden estar no siempre disponibles para su sintonización o pueden presentar señal incontinua. | Las señales en pruebas pueden estar no siempre disponibles para su sintonización o pueden presentar señal incontinua. | Las señales en pruebas pueden estar no siempre disponibles para su sintonización o pueden presentar señal incontinua. | Las señales en pruebas pueden estar no siempre disponibles para su sintonización o pueden presentar señal incontinua. | Las señales en pruebas pueden estar no siempre disponibles para su sintonización o pueden presentar señal incontinua. |
| ****                                     | Oromar HD funcionó en modo de pruebas hasta finales de septiembre de 2013 sobre la frecuencia 47 UHF de pertenencia de la Superintendencia de Telecomunicaciones. Se prevé que para finales de 2013 funcione en su propia frecuencia. | Oromar HD funcionó en modo de pruebas hasta finales de septiembre de 2013 sobre la frecuencia 47 UHF de pertenencia de la Superintendencia de Telecomunicaciones. Se prevé que para finales de 2013 funcione en su propia frecuencia. | Oromar HD funcionó en modo de pruebas hasta finales de septiembre de 2013 sobre la frecuencia 47 UHF de pertenencia de la Superintendencia de Telecomunicaciones. Se prevé que para finales de 2013 funcione en su propia frecuencia. | Oromar HD funcionó en modo de pruebas hasta finales de septiembre de 2013 sobre la frecuencia 47 UHF de pertenencia de la Superintendencia de Telecomunicaciones. Se prevé que para finales de 2013 funcione en su propia frecuencia. | Oromar HD funcionó en modo de pruebas hasta finales de septiembre de 2013 sobre la frecuencia 47 UHF de pertenencia de la Superintendencia de Telecomunicaciones. Se prevé que para finales de 2013 funcione en su propia frecuencia. | Oromar HD funcionó en modo de pruebas hasta finales de septiembre de 2013 sobre la frecuencia 47 UHF de pertenencia de la Superintendencia de Telecomunicaciones. Se prevé que para finales de 2013 funcione en su propia frecuencia. | Oromar HD funcionó en modo de pruebas hasta finales de septiembre de 2013 sobre la frecuencia 47 UHF de pertenencia de la Superintendencia de Telecomunicaciones. Se prevé que para finales de 2013 funcione en su propia frecuencia. |

Fuente:

## Canales desaparecidos
Canal Uno HD
    Guayaquil
    Guayaquil
    RELAD S.A.
    Si
    12.1 HD (Escalado a 16:9) / 12.2 SD
    33 UHF
    06/01/2014
  
  
    Quito, Sangolquí
    Canal Uno S.A.
    Si
    12.1 HD (Escalado a 16:9) / 12.2 SD
    45 UHF
    19/03/2013
  